# LOKI89/91
Meilleure cryptanalyse
cryptanalyse différentielle
LOKI89 et LOKI91 sont des algorithmes de chiffrement par bloc conçus pour remplacer DES. Ils ont été développés d'après ce dernier et partagent de nombreuses caractéristiques. Les algorithmes LOKI ont été nommés d'après le dieu changeforme Loki de la mythologie nordique.

## LOKI89
Publié pour la première fois en 1990, il était au début juste désigné « LOKI » par ses concepteurs, les cryptologues australiens Lawrie Brown, Josef Pieprzyk et Jennifer Seberry. LOKI89 a été transmis au comité RIPE pour évaluation mais n'a pas été sélectionné.
Le chiffrement a une taille de bloc de 64 bits et une clé de même taille. Tout comme DES, LOKI est basé sur un réseau de Feistel sur 16 tours. La principale différence concerne les S-Boxes, la permutation P et la permutation expansive. Les S-Boxes utilisent un critère de non-linéarité inventé par Josef Pieprzyk. Le but est de casser les possibilités de prédiction. L'efficacité de ce système a été comparé au critère utilisé pour les substitutions de DES. Les permutations ont été conçues pour mélanger le plus vite possible le contenu des entrées de manière à avoir un effet avalanche efficace. Elles sont cependant plus simples que celles de DES par un choix de conception et, rétrospectivement, facilitent la cryptanalyse.
Peu après la publication de LOKI89, la cryptanalyse différentielle fit son apparition. Plusieurs analyses pousseront les concepteurs à fournir une révision, LOKI91.

## LOKI91
À la suite des attaques sur LOKI89 (Brown et al. en 1991), des modifications furent nécessaires. Les changements consistaient en la suppression d'une utilisation finale et initiale de la clé pour brouiller le contenu, une nouvelle S-Box et quelques modifications au niveau du key schedule. Les S-Boxes ont été changées de façon à minimiser la probabilité d'avoir des entrées distinctes qui produisent la même sortie (faiblesse exploitée par la cryptanalyse différentielle). Cette amélioration permet de contrecarrer les attaques différentielles. Le key schedule a été renforcé pour diminuer le nombre de clés équivalentes ou « apparentées ». En contrepartie, cette modification a diminué l'espace des clés pour la recherche exhaustive.
Même si LOKI91 est plus solide que LOKI89, il n'en reste pas moins que plusieurs attaques sont potentiellement envisageables. Celles-ci seront détaillées dans un papier de Eli Biham et Lars Knudsen. Par conséquent, la famille LOKI doit être vue comme des essais académiques destinés à faire avancer la cryptologie plutôt que des algorithmes déployés en pratique. Au vu la quantité de recherches conduites sur LOKI89 et 91, on peut dire que cet objectif a été pleinement atteint.

## LOKI97
L'algorithme a évolué pour supporter un bloc plus grand. Cette version, LOKI97, a été candidate pour AES.